# Keizo Imai
Keizo Imai (født 19. november 1950) er en japansk fodboldspiller.

## Japans fodboldlandshold
| Japans landshold | Japans landshold | Japans landshold |
| År               | Kmp              | Mål              |
| ---------------- | ---------------- | ---------------- |
| 1974             | 1                | 0                |
| 1975             | 0                | 0                |
| 1976             | 0                | 0                |
| 1977             | 2                | 0                |
| 1978             | 13               | 0                |
| 1979             | 9                | 0                |
| 1980             | 4                | 0                |
| Total            | 29               | 0                |